# Erwin Schulhoff
 Der er for få eller ingen kildehenvisninger i denne artikel, hvilket er et problem. Du kan hjælpe ved at angive troværdige kilder til de påstande, som fremføres i artiklen.

Erwin Schulhoff (født 8. juni 1894 i Prag i Tjekkiet - død 18. august 1942 i Dachau) var en tjekkisk komponist og pianist. 
Schulhoff var i begyndelsen inspireret af Claude Debussy, Richard Strauss og Alexander Scriabin. Senere slog han over i en neoklassisk stil med elementer fra jazz og tidens danserytmer. 
Han skrev 9 symfonier i meget blandet stil, to operaer, to balletter, en klaverkoncert og et jazzoratorium. Han efterlod sig to ufuldendte symfonier. 
Han døde angiveligt af tuberkulose i 1942 i den tyske koncentrationslejr Dachau i  Bayern.

## Værker
- "Tysk Symfoni" (1919) - for orkester
- Symfoni nr. 1 (1925) - for orkester
- Symfoni nr. 2 (1932) - for orkester
- Symfoni nr. 3 (1935) - for orkester
- Symfoni nr. 4 (1937) - for orkester
- Symfoni nr. 5 (1938–39) - for orkester
- Symfoni nr. 6 "Frihed" (1940) - for kor og orkester
- Symfoni nr. 7 (1941–42) - for orkester
- Symfoni nr. 8 (ufuldendt) (1941–42) - for orkester
- Klaverkoncert (1913) - for klaver og orkester
- "Flammen" (1927-1929) - opera
- "Ogelala" (1922) - ballet
- "Jazzoratorium" (1930) - for højttalere, jazzsangere, blandet kor og symfonisk jazzorkester
- 2 Strygerkvartetter (1924, 1925)
- "Dobbelt koncert" (1927) - for fløjte, klaver, violin og orkester